# 9334 Moesta
A 9334 Moesta (ideiglenes jelöléssel 1990 UU3) a Naprendszer kisbolygóövében található aszteroida. Eric Walter Elst fedezte fel 1990. október 16-án.